# Weingut Balthasar Ress

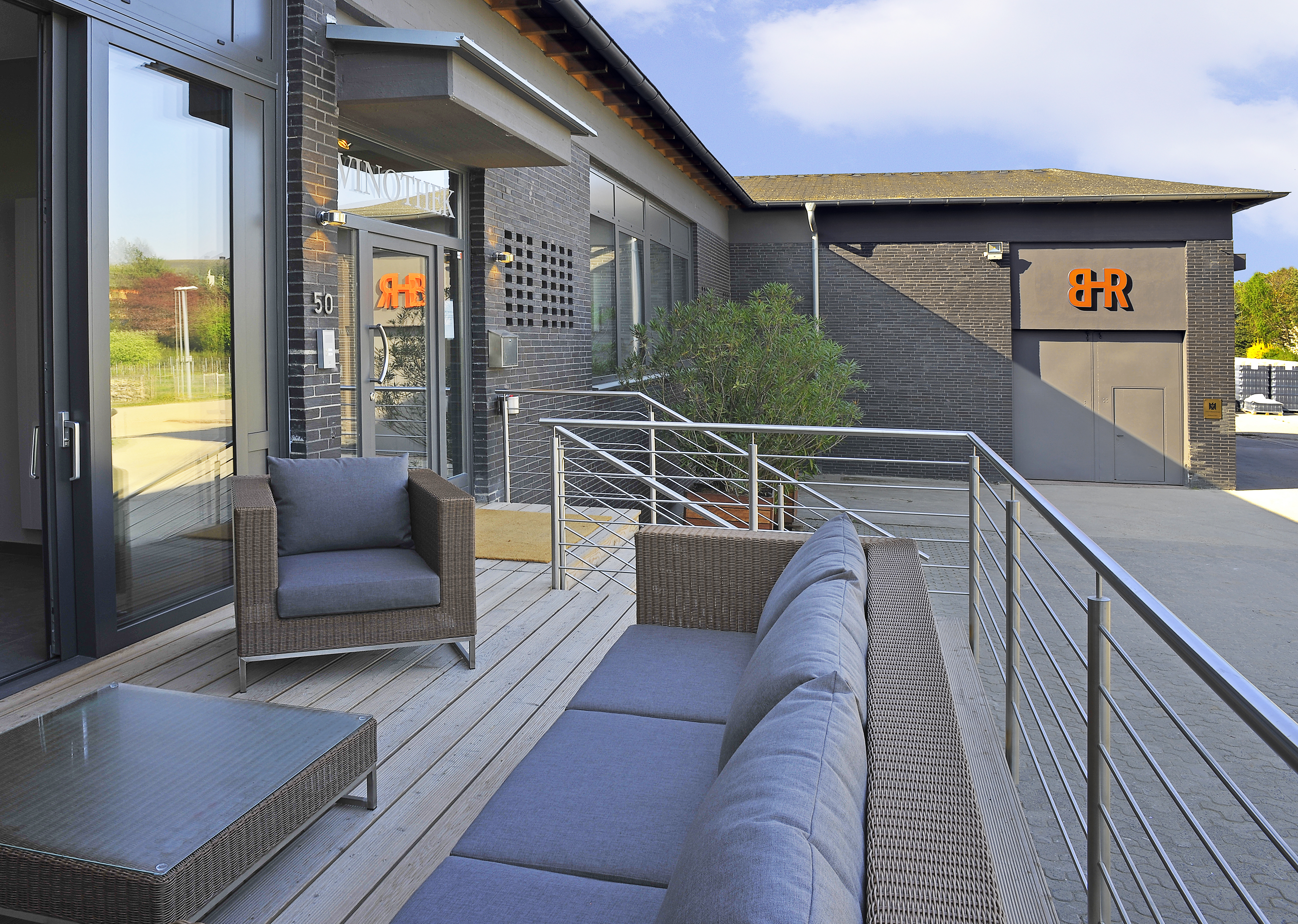
Weingut Balthasar Ress

Das Weingut Balthasar Ress befindet sich in Hattenheim, einem Ortsteil von Eltville am Rhein im hessischen Weinbaugebiet Rheingau. Das Weingut wurde 1870 von Balthasar Ress gegründet und ist Mitglied im Verband Deutscher Prädikatsweingüter (VDP). Es bewirtschaftet heute ca. 55 Hektar Weinbergsfläche, die zu 90 Prozent mit Riesling, zu 8 Prozent mit Spätburgunder und zu zwei Prozent mit Weißburgunder bestockt sind. Das Weingut Balthasar Ress hat im Juni 2009 einen Weinberg in Deutschlands nördlichstem Weinbaugebiet Keitum auf Sylt mit dem Namen 55 Grad Nord angelegt. Dies spielt auf die geographische Breite der Insel an.

## Entwicklung
Das familiengeführte Weingut wurde 1870 in Hattenheim durch Balthasar Ress gegründet. Der Schwerpunkt des Unternehmens lag zu dieser Zeit in der Gastronomie, erst mit einem eigenen Gasthof, ab 1894 dem Hotel Ress im Kronenschlösschen. Die eigenen Weine Von Unserm des damals sehr kleinen Weinguts wurden in der eigenen Gastronomie ausgeschenkt.
Nach dem Ersten Weltkrieg wurde durch Carl Ress das Kellereigeschäft in das Unternehmen integriert. Die Kellerei war im heutigen alten Gutshaus untergebracht. Dort wurde zeitweise die gesamte Produktion des damals sehr renommierten und großen Weingutes Freiherr Langwerth von Simmern abgefüllt und vermarktet. Diese strategische Ausrichtung auf Kellerei und Handel wirkt bis heute nach.
1947 hatte das Weingut nach wie vor weniger als drei Hektar Rebflächen. Unter Paul Ress wurde diese Rebfläche kontinuierlich vergrößert. 1950 wurde ein Weingut in Rüdesheim mit Rebflächen im Rüdesheimer Berg und Gastronomie in der Drosselgasse erworben. 1957 wurde die im Export tätige Kellerei Hasensprung – Joachim Bäumer gekauft.
Sohn Stefan Ress führte vornehmlich die Entwicklung des Weingutes fort. Weingut und Kellerei wurden in zwei Unternehmungen getrennt. Durch Kauf und Pacht wurde die Rebfläche auf heutiges Niveau erweitert. Es kamen u. a. die Monopollage Schloss Reichartshausen und umfangreiche Flächen in Hallgarten hinzu. 1989 wurde das Unternehmen in den VDP aufgenommen. 1993 wurde Stefan Ress Vorsitzender des Regionalverbandes des VDP und 2010 Rheingauer Weinbaupräsident.
Christian Ress, der Sohn von Stefan Ress und nunmehr die 5. Generation im Familienunternehmen, nahm 1999 nach diversen beruflichen Stationen im In- und Ausland seine Tätigkeit im Familienweingut auf und wurde 2004 zusammen mit seinem Vater Miteigentümer. 2010 übernahm er die Führung des operativen Geschäfts.
Das Weingut Balthasar Ress fällt immer wieder durch öffentlichkeitswirksame Projekte auf: 2009 wurde ein Weinberg in Keitum auf Sylt angelegt. Im selben Jahr wurde die wineBank im Keller des alten Gutshauses eröffnet, wo in vermieteten Fächern unterschiedlicher Größe Wein gelagert wird. Das Konzept wird als Franchising im In- und Ausland vermarktet.

## Rebflächen
Die Weinbergsflächen des Gutes im Rheingau gehören zu folgenden Lagen:
- 0,2 Hektar Erbacher Hohenrain,
- 2,0 Hektar Schloss Reichartshausen,
- 5,6 Hektar Hattenheimer Schützenhaus
- 1,5 Hektar Hattenheimer Nußbrunnen,
- 0,2 Hektar Hattenheimer Wisselbrunnen,
- 1,2 Hektar Hattenheimer Engelmannsberg

Hinzu kommen weitere Flächen in der Lage Oestricher Doosberg. Die Lage Schloss Reichartshausen befindet sich im Alleinbesitz des Weingutes Balthasar Ress.